# Condado de Toole
El condado de Toole (en inglés: Toole County), es uno de los 56 condados del estado estadounidense de Montana. En el año 2000 tenía una población de 5.267 habitantes con una densidad poblacional de una persona por km². La sede del condado es Shelby.

## Geografía
Según la Oficina del Censo, el condado tiene un área total de 5040 km² (1945,9 mi²), de la cual 4949 km² (1910,8 mi²) es tierra y 91 km² (35,1 mi²) (1.79%) es agua.

### Condados adyacentes
- Condado de Glacier - oeste
- Condado de Pondera - sur
- Condado de Liberty - este
- Condado de Warner No. 5 (Alberta) - norte
- Villa de Coutts (Alberta) - norte
- Condado de Forty Mile No. 8 (Alberta) - noreste

## Demografía
En el 2000 la renta per cápita promedia del condado era de $30 169, y el ingreso promedio para una familia era de $39 600. En 2000 los hombres tenían un ingreso per cápita de $27 284 y de $19 141 para las mujeres. El ingreso per cápita para el condado era de $14 731. Alrededor del 12,90% de la población estaba bajo el umbral de pobreza nacional.

## Comunidades

### Ciudad
- Shelby

### Pueblos
- Kevin
- Sunburst

### Comunidades no incorporadas
- Naismith
- Sweet Grass